# Senatsplatz (Helsinki)

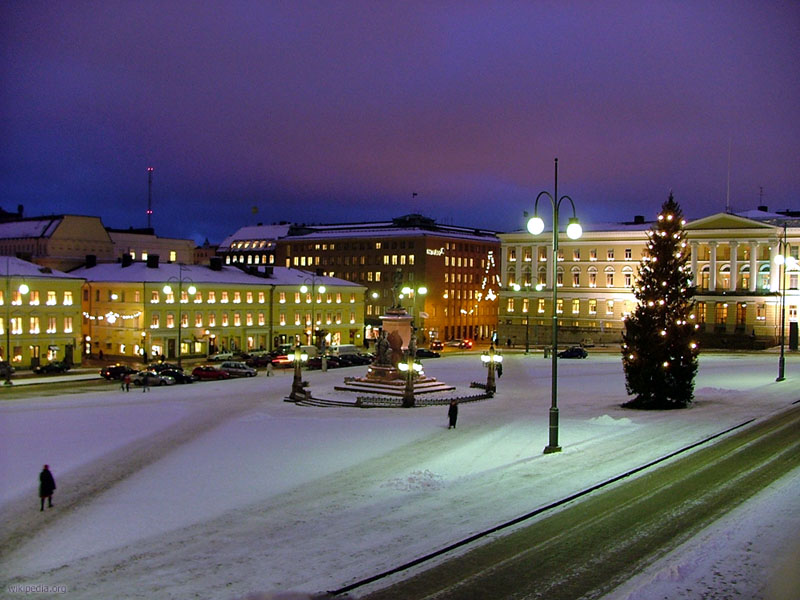
Der Senatsplatz an einem Wintermorgen

Der Senatsplatz (finnisch Senaatintori, schwedisch Senatstorget) ist ein Platz im Zentrum der finnischen Hauptstadt Helsinki. Er liegt direkt an der Aleksanterinkatu, einer der Hauptstraßen der Innenstadt, unweit des Hafens.
Mit den von Carl Ludwig Engel entworfenen Gebäuden stellt der Senatsplatz ein einzigartiges klassizistisches Ensemble dar. Die Nordseite wird vom Dom von Helsinki, dem bekanntesten Wahrzeichen der Stadt, beherrscht. Auf der Ost- und Westseite befinden sich zwei weitere von Engel entworfene Bauwerke: das alte Senatsgebäude, das heute den Staatsrat, die finnische Regierung, beherbergt, und das Hauptgebäude der Universität Helsinki.
Auf der Südseite des Platzes steht eine Reihe älterer Gebäude, darunter das Sederholm-Haus von 1757, das älteste Steingebäude der Innenstadt Helsinkis, anschließend an den Platz findet sich das Haus der Ritter (ritarihuone/riddarhuset), der ehemalige Hauptsitz des finnischen Adels, sowie das Universitätsmuseum.

## Alexander-II.-Denkmal

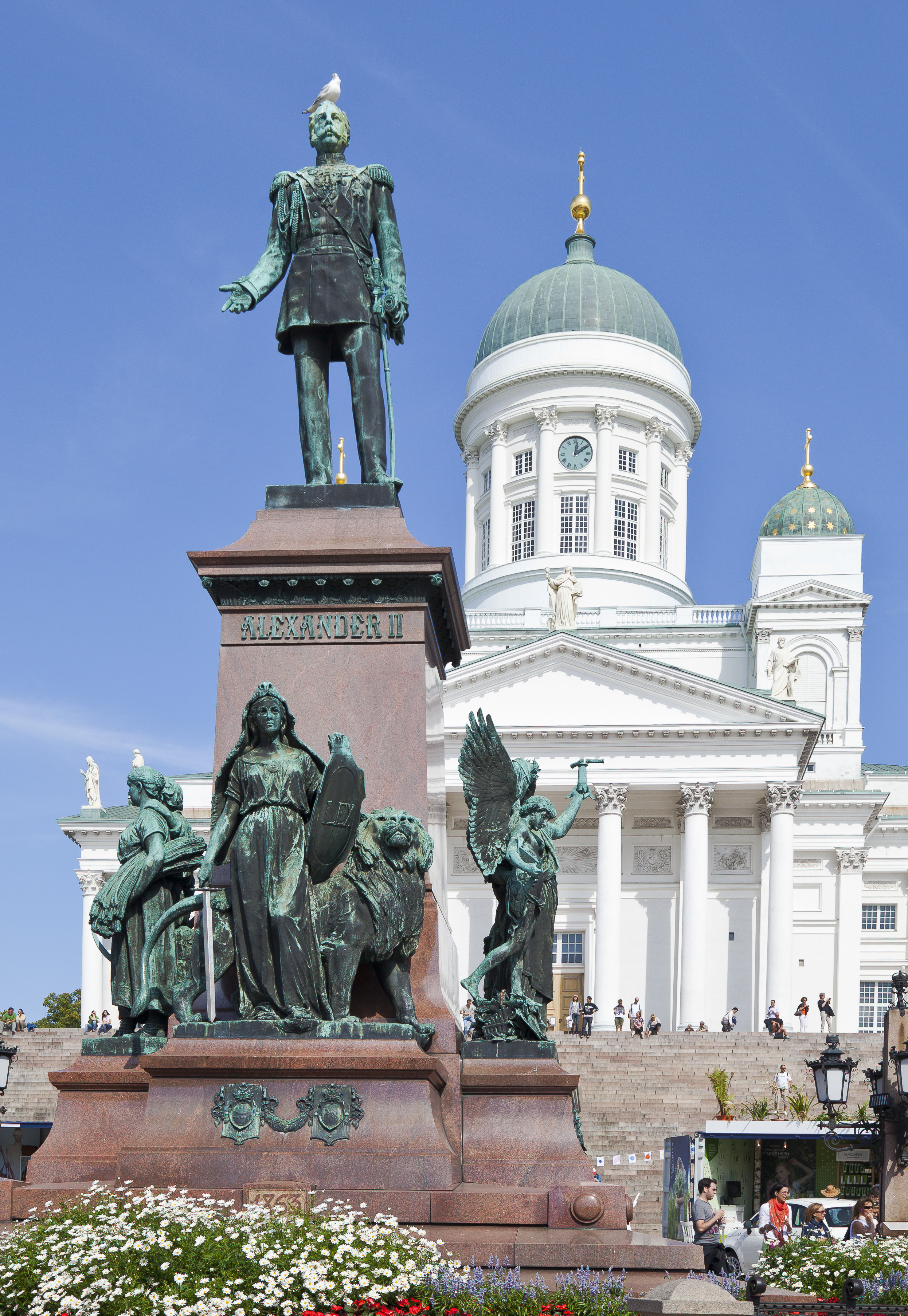
Das Alexander-II.-Denkmal

In der Mitte des Senatsplatzes steht ein Denkmal für den dank seiner finnlandfreundlichen Politik geachteten russischen Zaren Alexander II.
Nachdem Alexander II. 1881 einem Attentat zum Opfer gefallen war, lobte der großfürstlich-finnische Reichstag 1884 einen Wettbewerb zur Schaffung eines Denkmals für den Zaren auf dem Senatsplatz aus. Den ersten Platz belegte der Entwurf des Bildhauers Johannes Takanen, den zweiten der von Walter Runeberg. Das Preisgericht entschied, dass beide den endgültigen Entwurf gemeinsam erarbeiten sollten. Jedoch starb Takanen bereits 1885, sodass Runeberg die Entwürfe alleine zusammenfügen konnte. Die Einweihung fand am 29. April 1894, Alexanders Geburtstag, statt.
Das insgesamt 10,67 m hohe Denkmal ist im Stil des Realismus gehalten. Mittig steht der Zar auf rotem Granitsockel. Er ist in der Uniform eines finnischen Gardeoffiziers dargestellt, wie er sie 1863 bei seiner Rede im Reichstag trug. Um den Sockel herum sind vier allegorische Figurengruppen platziert. Die populärste Allegorie ist das Gesetz. Sie hält ein Schwert, ist mit einem Bärenfell bekleidet und steht vor einem Löwen als Wappentier Finnlands. Sie wird häufig als Jungfrau Finnland, der Personifizierung Finnlands, interpretiert. Kopien befinden sich unter anderem im Haus der Stände und im alten Parlamentsgebäude. Des Weiteren sind dargestellt: die Arbeit als Landarbeiterpaar; der Frieden als von Friedenstauben und landwirtschaftlichen Motiven umgebene Göttin; das Licht hält ein Spektrometer als Symbol für die Wissenschaften und wird von einem Engel mit Lyra begleitet, der die Kunst darstellt.
1899 wurde das Denkmal zur Kulisse der Proteste der Bevölkerung Helsinkis gegen die Russifizierung Finnlands durch die Politik Zar Nikolaus II. Seit der Erlangung der Unabhängigkeit 1917 forderten nationalistische Kreise den Abriss des Denkmals, das ihnen Zeugnis russischer Unterdrückung ist. 1930 wurde die Mitte des Senatsplatzes als möglicher Standort für ein Denkmal für den Marschall von Finnland und Staatsmann Carl Gustaf Emil Mannerheim vorgeschlagen. Mannerheim erhielt jedoch erst 1960 ein Denkmal in Helsinki an dem nach ihm benannten Boulevard. Das Alexander-II.-Denkmal befindet sich weiterhin an seinem ursprünglichen Platz.
Dieses Denkmal sowie ein Reiterstandbild in Sofia, das den Zaren als Befreier Bulgariens und des Balkans aus der osmanischen Vorherrschaft darstellt, sind die einzigen Denkmäler Alexanders II. außerhalb Russlands.

## Veranstaltungen
Viele gesellschaftliche Ereignisse wie das Erscheinen des Weihnachtsmannes (Joulupukki) oder politische Ereignisse werden auf diesem Platz begangen. Für Touristen ist er eine Hauptattraktion der Stadt.

## Gebäude

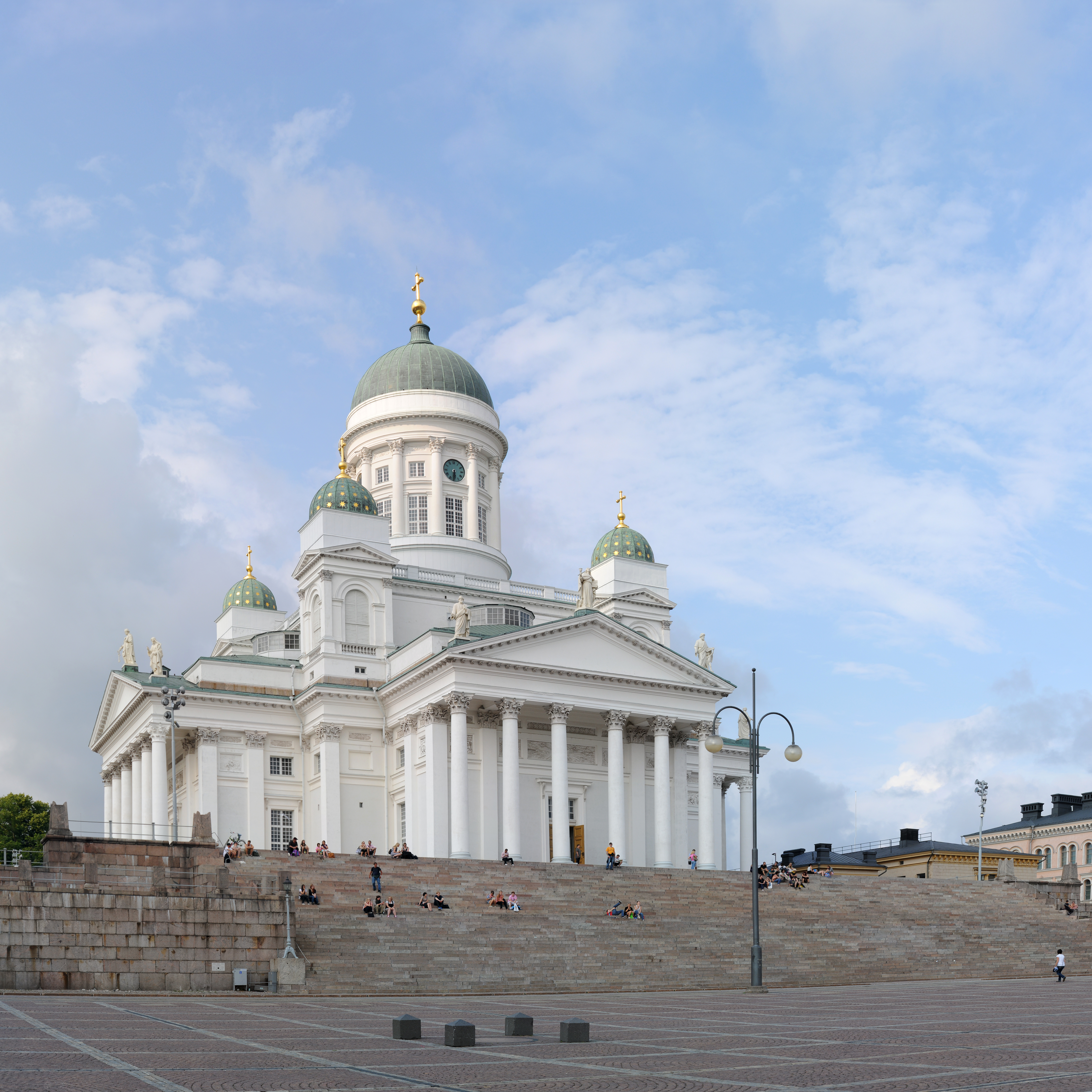
Dom von Helsinki
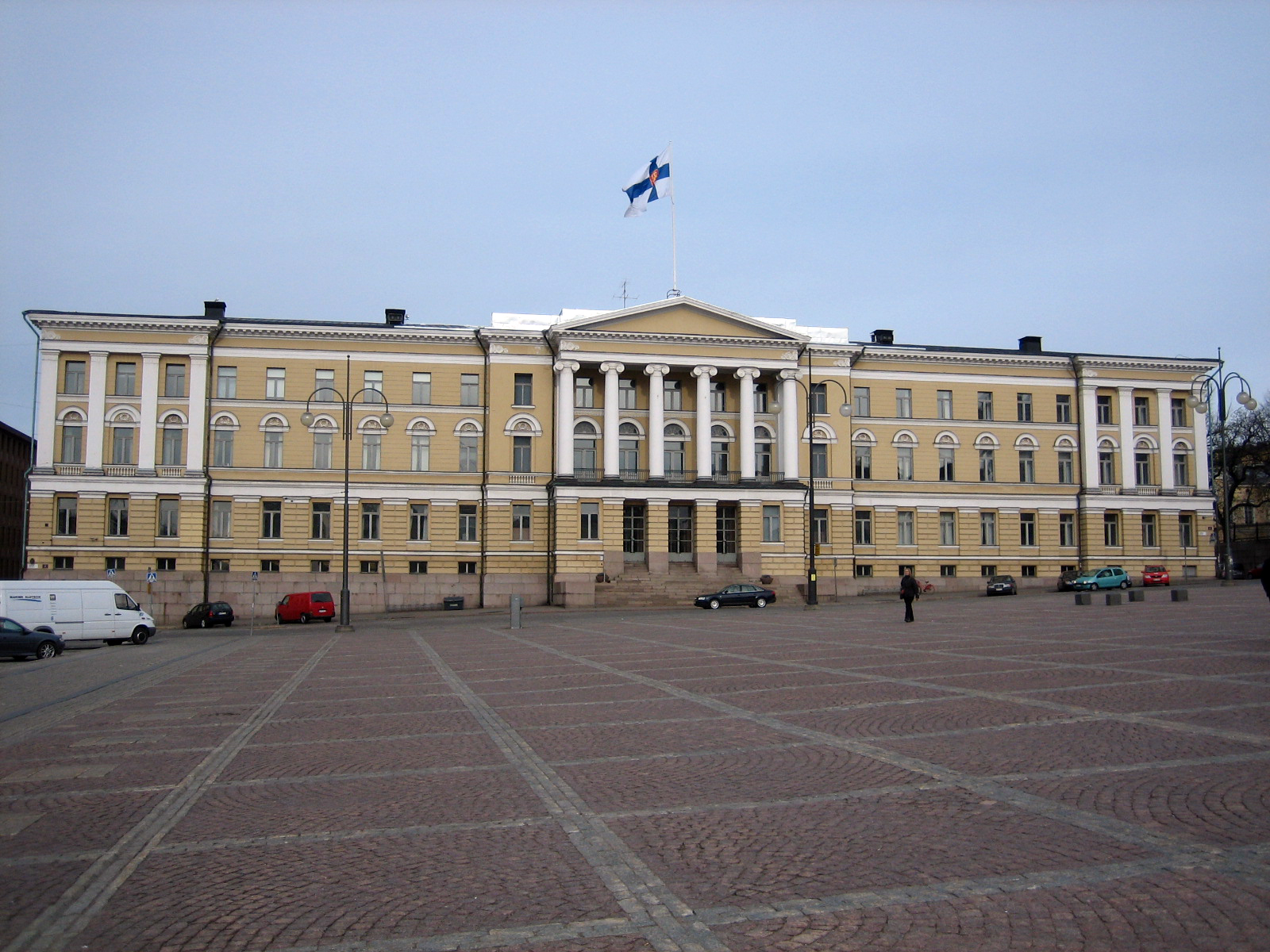
Hauptgebäude der Universität Helsinki
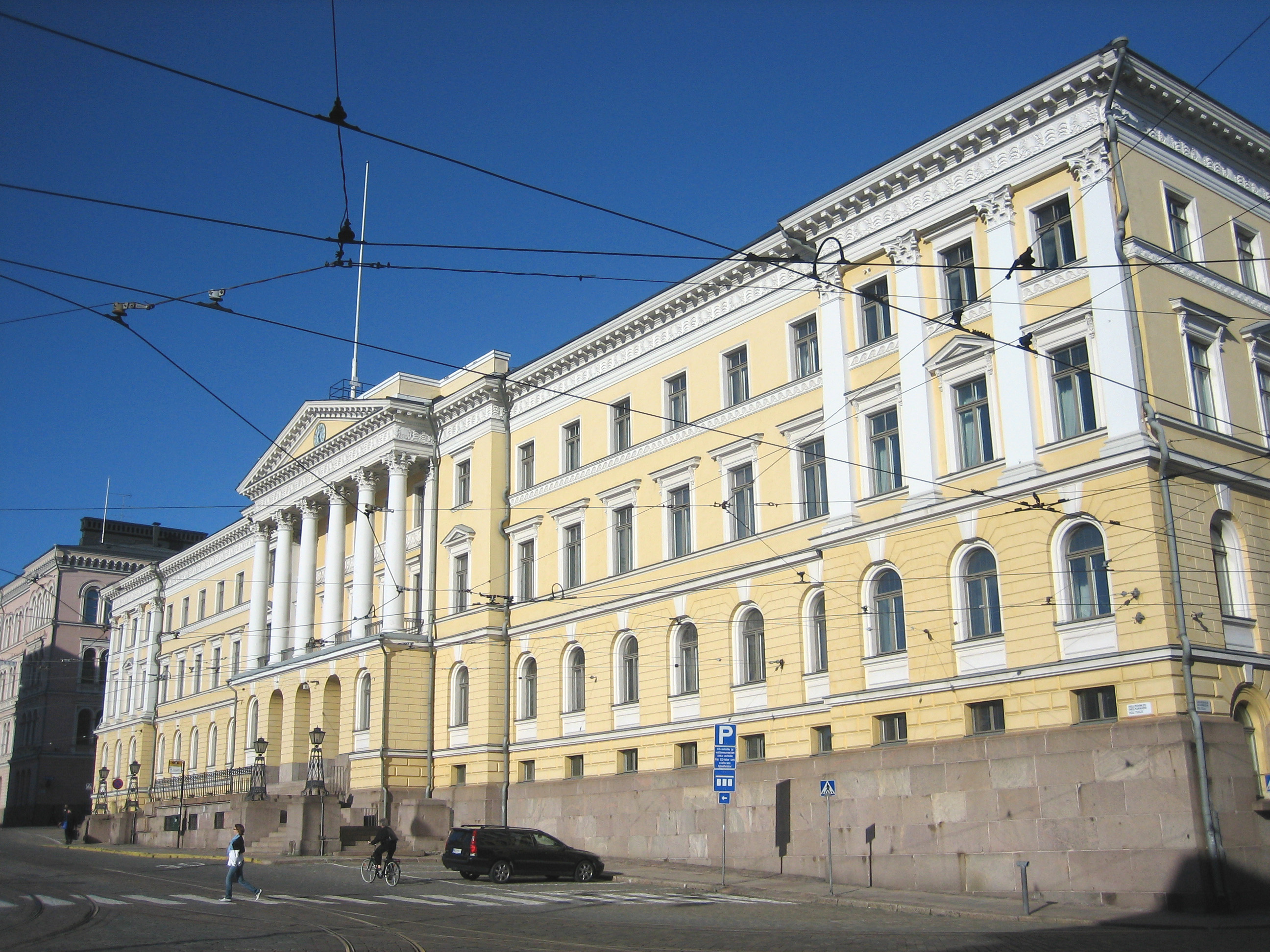
Senatsgebäude
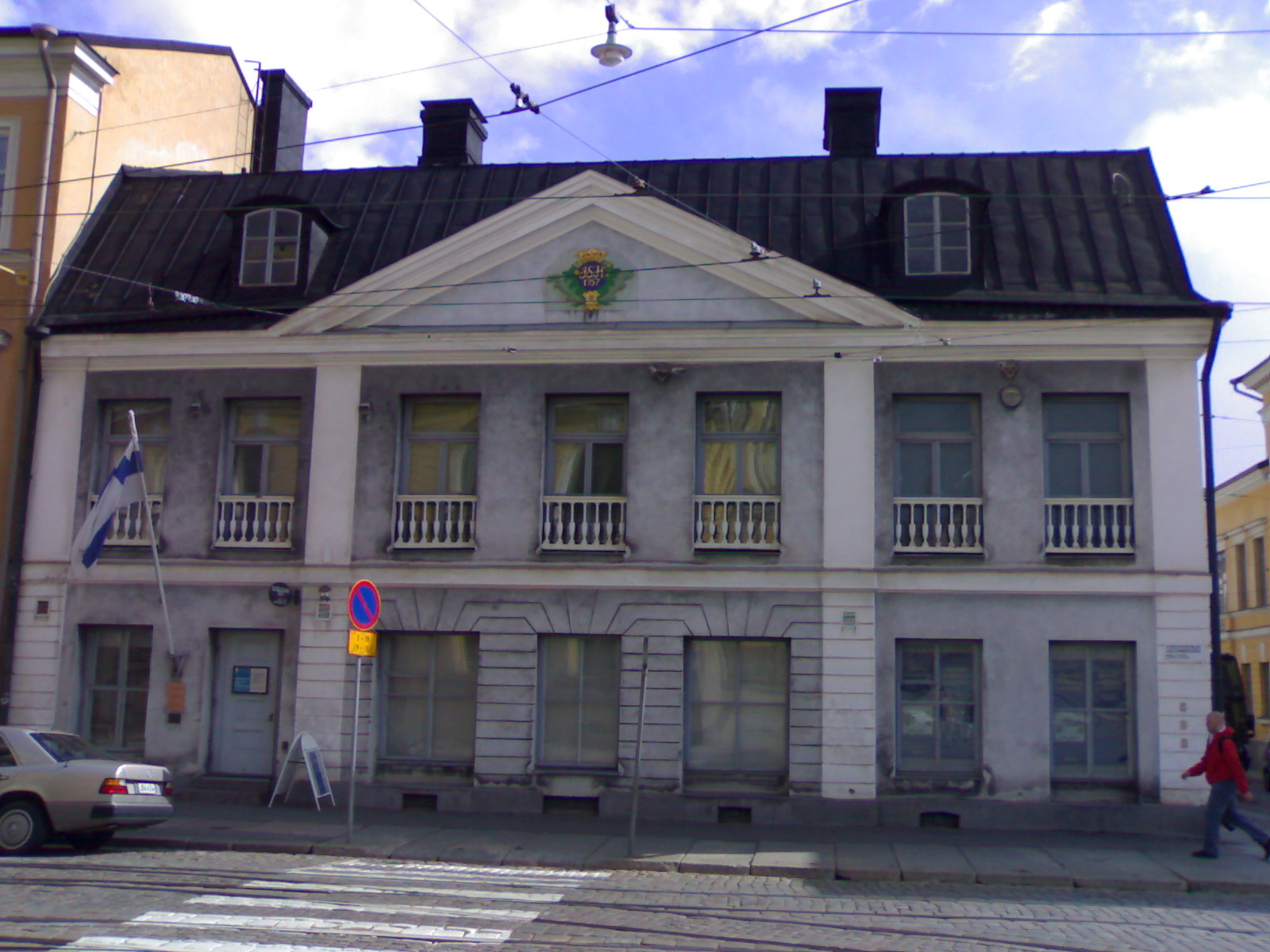
Sederholm-Haus